# 石井みどり
石井 みどり（いしい みどり、1949年（昭和24年）6月23日 - ）は、日本の政治家。元参議院議員（2期）。

## 来歴
ノートルダム清心中学校・高等学校卒業、1976年（昭和51年）、鶴見大学歯学部卒業。1980年（昭和55年）、広島市内に小児歯科医院を開業する。広島県歯科医師会常務理事、日本歯科医師会常務理事、日本歯科医師連盟（日歯連）顧問、厚生労働省内で厚生科学審議会地域保健健康増進栄養部会委員、社会保障審議会介護給付費分科会委員、口腔機能向上研究班委員など歯科医師としての要職を歴任した。
2007年（平成19年）7月29日に執行された第21回参議院議員通常選挙に自由民主党公認で比例区から立候補、逆風により苦戦した自民党において初当選した。当選後、平成研究会（当時の津島派）に入会。
2013年（平成25年）7月21日に執行された第23回参議院議員通常選挙に自民党公認で比例区から立候補、2回目の当選。
得票数29万4148票は自民党の比例順位で当選18人中4位であり、医療界としては最大の得票となった。
2018年（平成30年）11月、2019年に執行される予定の第25回参議院議員通常選挙に立候補しない意向を固め、2019年7月4日の公示に際し、立候補を届けなかった。
2022年11月の秋の叙勲で旭日重光章を受章する。

## 不祥事
2015年（平成27年）2月、政治団体である日本歯科医師連盟が2013年（平成25年）に支出した政治資金のうち、石井の後援会である「石井みどり中央後援会」に合計9500万円が渡っていたことが判明した。政治資金規正法によれば、政治団体間の寄付の上限は年間5000万円となっている。このため、日歯連は、いったん別の政治団体に9500万円のうち5000万円を寄付し、そこから即日、石井みどり中央後援会に同額の5000万円を寄付することで、法律の制限を回避した。後日、日歯連から直接、石井みどり中央後援会へ残りの4500万円も寄付されている。日歯連からいったん政治資金を寄付された政治団体「西村まさみ中央後援会」と「石井みどり中央後援会」は、いずれも日歯連の会長が代表者を務めており、事務所の所在地や電話番号、事務担当者まで日歯連と同一である。これは、脱法行為である「迂回献金」と見られる。
東京地検特捜部は、政治団体間の寄付の上限を超えた迂回寄付をし、収支報告書に虚偽の記入をしたとして、政治資金規正法違反容疑で日歯連前会長ら3人を逮捕した。その後3人全員が東京地裁にて執行猶予付きの有罪判決を受けた。

## 政策
- 憲法9条の改正に賛成し、自衛隊を他国同様の「国防軍」にすべき[12]。
- 集団的自衛権の行使容認に賛成[12]。
- 日本の核武装について、検討を始めるべきだ[12]。
- 総理や閣僚の靖国参拝は問題ない[12]。
- 村山談話・河野談話は見直すべきだ[12]。
- 原発の再稼働・海外への輸出いずれにも賛成[12]。
- 受動喫煙防止を目的に飲食店などの建物内を原則禁煙とする健康増進法改正案に賛成。
  - 2018年7月4日の参院本会議において、客席面積100平方メートル以下の既存飲食店を規制から適用除外とするなど、当初案から大幅に後退した自民党案に対し、「本法案の内容は、医療人の立場からすると反対というのが偽らざる気持ち。一方で、この内容すら法制化できないのはもっと反対だ」「本法案は2020年の東京五輪・パラリンピックを目指しての受動喫煙対策。その先のさらなる対策を目指さなくてはならない。国民の生命と健康を守るため受動喫煙対策を講ずることが必要であり、これ以上の遅れは許されない」として、歯科医師の立場から異論を唱えた[13]。

## 人物
- 2013年の参院選では曹洞宗の支援を受けた[14]。
- 趣味 ： 読書・絵画・演劇鑑賞・トレッキング。
- 好物 ： ご飯とお味噌汁、魚料理、旬の野菜料理。
- 性格 ： 明朗快活、前向き、正義感が強い。
- 好きな言葉 ： 「愛は近きより」
- 好きな花 ： カサブランカ

## 議員連盟
- 東京オリンピック・パラリンピックに向けて受動喫煙防止法を実現する議員連盟（幹事）
- たばこと健康を考える議員連盟
- 医薬品のネット販売に関する議員連盟
- TPP交渉における国益を守り抜く会